# PowerShares QQQ 300
| Provas NASCAR - Xfinity Series 2019             |
| Temporada Regular                               |
| ----------------------------------------------- |
| 1. PowerShares QQQ 300 (Daytona)                |
| 2. Rinnai 250 (Atlanta)                         |
| 3. Boyd Gaming 300 (Las Vegas)                  |
| 4. NXS Race at ISM Raceway (Phoenix)            |
| 5. NXS Race at Auto Club Speedway (Auto Club)   |
| 6. My Bariatric Solutions 300 (Texas)           |
| 7. NXS Race at Bristol (Bristol)                |
| 8. ToyotaCare 250 (Richmond)                    |
| 9. Sparks Energy 300 (Talladega)                |
| 10. NXS Race at Dover (Dover)                   |
| 11. Alsco 300 (Charlotte)                       |
| 12. Pocono Green 250 (Pocono)                   |
| 13. LTi Printing 250 (Michigan)                 |
| 14. NXS Race at Iowa (Iowa)                     |
| 15. Camping World 300 (Chicagoland)             |
| 16. Coca-Cola Firecracker 250 (Daytona 2)       |
| 17. Alsco 300 (Kentucky)                        |
| 18. Lakes Region 200 (New Hampshire)            |
| 19. U.S. Cellular 250 (Iowa 2)                  |
| 20. Zippo 200 at The Glen (Watkins Glen)        |
| 21. Mid-Ohio 170 (Mid-Ohio)                     |
| 22. Food City 300 (Bristol 2)                   |
| 23. Road America 180 (Road America)             |
| 24. Sport Clips Haircuts VFW 200 (Darlington)   |
| 25. Lilly Diabetes 250 (Indianápolis)           |
| 26. DC Solar 300 (Las Vegas 2)                  |
| Provas dos Playoffs                             |
| Round of 12                                     |
| 27. Go Bowling 250 (Richmond 2)                 |
| 28. Drive for the Cure 200 (Charlotte - Roval)  |
| 29. NXS Race at Dover (Dover 2)                 |
| Round of 8                                      |
| 30. Kansas Lottery 300 (Kansas)                 |
| 31. O'Reilly Auto Parts 300 (Texas 2)           |
| 32. DAV 200 (Phoenix 2)                         |
| Championship 4                                  |
| 33. Ford EcoBoost 300 (Homestead-Miami)         |
| Provas inativas/extintas                        |
| 5-Hour Energy 250 (2010)                        |
| CampingWorld.com 300 (2004-2010)                |
| Corona México 200 (2005-2008)                   |
| Federated Auto Parts 300 (2002-2011)            |
| Kroger 200 (1982-2011)                          |
| Kroger On Track for the Cure 250 (1999-2009)    |
| Missouri-Illinois Dodge Dealers 250 (1997-2010) |
| NAPA Auto Parts 200 (2007-2012)                 |
| Nashville 300 (2001-2011)                       |
| NorthernTool.com 250 (1984-1985, 1993-2009)     |
| Owens Corning AttiCat 300 (2011-2015)           |

A PowerShares QQQ 300 é a prova que inicia a temporada da NASCAR Xfinity Series, é realizada no dia anterior a Daytona 500, também é conhecida como Daytona 300 , tem 300 milhas, acontece na cidade de Daytona Beach, na Flórida. A corrida teve início em 1948, em Daytona Beach & Road Course pela NASCAR Modified/Sportsman Series, aonde permaneceu até 1958, pois em 1959, foi transferida para o novo circuito de 2,5 milhas (Daytona International Speedway). Em 1968 a corrida que era da Modifieds Division mudou para a nova categoria: NASCAR Late Model Sportsman Division. Em 1982, a Late Model Sportsman Division foi reorganizada e se tornou o que conhecemos atualmente como: NASCAR Xfinity Series.

## Vencedores

### Daytona Beach & Road Course
| Ano  | Data            | Piloto          | Equipe        | Montadora | Distância | Distância       | Tempo Total | Velocidade Média (mph) |
| Ano  | Data            | Piloto          | Equipe        | Montadora | Voltas    | Milhas (km)     | Tempo Total | Velocidade Média (mph) |
| ---- | --------------- | --------------- | ------------- | --------- | --------- | --------------- | ----------- | ---------------------- |
| 1948 | 15 de Fevereiro | Red Byron       | Ray Parks     | Ford      | 68        | 149.6 (240.757) | 1:58:29     | 75.757                 |
| 1948 | 8 de Agosto     | Fonty Flock     |               | Ford      | 68        | 149.6 (240.757) | 2:01:25     | 73.92                  |
| 1949 | 16 de Janeiro   | Marshall Teague |               | Ford      | 47        | 202.1 (325.248) | 2:16:08     | 88.23                  |
| 1950 | 4 de Fevereiro  | Gober Sosebee   |               | Ford      |           |                 |             |                        |
| 1951 | 10 de Fevereiro | Gober Sosebee   |               | Ford      | 39        | 159.9 (257.334) | 1:56:37     | 82.27                  |
| 1952 | 9 de Fevereiro  | Tim Flock       |               | Ford      |           |                 | 1:08:39     | 87.39                  |
| 1953 | 14 de Fevereiro | Cotton Owens    |               | Plymouth  | 24        | 98.4 (158.359)  | 1:05:33     | 91.54                  |
| 1954 | 20 de Fevereiro | Cotton Owens    |               | Plymouth  | 30        | 123 (197.949)   |             | 93.87                  |
| 1955 | 26 de Fevereiro | Banjo Matthews  | Melvin Joseph | Ford      | 19*       | 77.9 (125.367)  |             | 98.04                  |
| 1956 | 24 de Fevereiro | Tim Flock       | Joe Wolf      | Chevrolet | 31        | 127.1 (204.547) | 1:25:17     | 89.41                  |
| 1957 | 15 de Fevereiro | Speedy Thompson | Lester Hunter | Plymouth  | 31        | 127.1 (204.547) | 1:15:41     | 99.097                 |
| 1958 | 21 de Fevereiro | Banjo Matthews  |               | Ford      | 31        | 127.1 (204.547) | 1:17:01     | 97.381                 |

- 1955: Corrida encurtada para 125 milhas devido a um grande acidente com fogo na 17ª volta, que feriu 3 pilotos e 3 espectadores.

### Daytona International Speedway
| Ano   | Data                | Piloto              | Equipe                    | Montadora  | Distância | Distância       | Tempo Total | Velocidade Média (mph) |
| Ano   | Data                | Piloto              | Equipe                    | Montadora  | Voltas    | Milhas (km)     | Tempo Total | Velocidade Média (mph) |
| ----- | ------------------- | ------------------- | ------------------------- | ---------- | --------- | --------------- | ----------- | ---------------------- |
| 1959  | 21 de Fevereiro     | Banjo Matthews      |                           | Ford       | 80        | 200 (321.868)   | 1:29:07     | 134.65                 |
| 1960  | 13 de Fevereiro     | Marion Farr         | Roy Cook                  | Ford       | 100       | 250 (402.336)   | 2:08:38     | 116.610                |
| 1961  | 25 de Fevereiro     | Jimmy Thompson      |                           | Ford       | 100       | 250 (402.336)   | 1:45:50     | 141.732                |
| 1962  | 16 de Fevereiro     | Lee Roy Yarbrough   |                           | Ford       | 100       | 250 (402.336)   | 1:42:14     | 146.723                |
| 1963  | 23 de Fevereiro     | Lee Roy Yarbrough   |                           | Studebaker | 100       | 250 (402.336)   | 1:42:02     | 147.01                 |
| 1964  | 22 de Fevereiro     | Tiny Lund           |                           | Ford       | 80*       | 200 (321.868)   | 1:54:49     | 104.506                |
| 1965  | 13 de Fevereiro     | Marvin Panch        | Marion Cox                | Ford       | 100       | 250 (402.336)   | 1:55:48     | 129.533                |
| 1966  | 27 de Fevereiro     | Curtis Turner       | Andy Hotten               | Ford       | 120       | 300 (482.803)   | 2:04:33     | 144.52                 |
| 1967  | 25 de Fevereiro     | Jim Paschal         |                           | Plymouth   | 120       | 300 (482.803)   | 2:01:28     | 148.188                |
| 1968  | 24 de Fevereiro     | James Blackburn     | Ray Fox                   | Dodge      | 120       | 300 (482.803)   | 2:08:11     | 140.423                |
| 1969* | 22 de Fevereiro     | Lee Roy Yarbrough   | Bondy Long                | Ford       | 120       | 300 (482.803)   | 2:49:13     | 105.365                |
| 1970  | 21 de Fevereiro     | Tiny Lund           | Bondy Long                | Ford       | 120       | 300 (482.803)   | 2:15:01     | 133.316                |
| 1971  | 13 de Fevereiro     | Red Farmer          |                           | Ford       | 120       | 300 (482.803)   | 2:27:43     | 140.936                |
| 1972  | 19 de Fevereiro     | Bill Dennis         | Junie Donlavey            | Mercury    | 120       | 300 (482.803)   | 2:12:43     | 135.627                |
| 1973  | 17 de Fevereiro     | Bill Dennis         | Junie Donlavey            | Mercury    | 120       | 300 (482.803)   | 2:14:10     | 134.161                |
| 1974  | 16 de Fevereiro     | Bill Dennis         | Junie Donlavey            | Mercury    | 108*      | 270 (434.522)   | 1:55:20     | 140.462                |
| 1975  | 15 de Fevereiro     | Jack Ingram         |                           | Chevrolet  | 120       | 300 (482.803)   | 2:10:20     | 138.107                |
| 1976  | 14 de Fevereiro     | Joe Millikan        | Petty Enterprises         | Dodge      | 120       | 300 (482.803)   | 2:03:26     | 145.828                |
| 1977  | 19 de Fevereiro     | Donnie Allison      |                           | Chevrolet  | 120       | 300 (482.803)   | 1:56:36     | 154.396                |
| 1978  | 18 de Fevereiro     | Darrell Waltrip     | DiGard Racing             | Chevrolet  | 120       | 300 (482.803)   | 1:50:39     | 162.675                |
| 1979  | 17 de Fevereiro     | Darrell Waltrip     | DiGard Racing             | Chevrolet  | 69*       | 172 (276.807)   | 1:50:22     | 93.778                 |
| 1980  | 16 de Fevereiro     | Jack Ingram         | Junie Donlavey            | Ford       | 120       | 300 (482.803)   | 2:19:44     | 128.817                |
| 1981  | 14/16 de Fevereiro* | David Pearson       | Joel Halpern              | Pontiac    | 120       | 300 (482.803)   | 2:19:05     | 129.419                |
| 1982  | 13 de Fevereiro     | Dale Earnhardt      | Robert Gee                | Pontiac    | 120       | 300 (482.803)   | 1:56:29     | 154.529                |
| 1983  | 19 de Fevereiro     | Darrell Waltrip     | DarWal, Inc.              | Pontiac    | 120       | 300 (482.803)   | 2:01:55     | 147.642                |
| 1984  | 18 de Fevereiro     | Darrell Waltrip     | DarWal, Inc.              | Pontiac    | 120       | 300 (482.803)   | 1:54:56     | 156.613                |
| 1985  | 16 de Fevereiro     | Geoffrey Bodine     | Hendrick Motorsports      | Pontiac    | 120       | 300 (482.803)   | 1:54:33     | 157.137                |
| 1986  | 15 de Fevereiro     | Dale Earnhardt      | Dale Earnhardt, Inc.      | Pontiac    | 120       | 300 (482.803)   | 2:00:52     | 148.924                |
| 1987  | 14 de Fevereiro     | Geoffrey Bodine     | Hendrick Motorsports      | Chevrolet  | 120       | 300 (482.803)   | 1:56:03     | 155.106                |
| 1988  | 13 de Fevereiro     | Bobby Allison       | Bobby Allison             | Buick      | 120       | 300 (482.803)   | 2:15:09     | 132.825                |
| 1989  | 18 de Fevereiro     | Darrell Waltrip     | DarWal, Inc.              | Chevrolet  | 120       | 300 (482.803)   | 2:17:11     | 131.211                |
| 1990  | 17 de Fevereiro     | Dale Earnhardt      | Dale Earnhardt, Inc.      | Chevrolet  | 120       | 300 (482.803)   | 2:00:31     | 149.357                |
| 1991  | 16 de Fevereiro     | Dale Earnhardt      | Dale Earnhardt, Inc.      | Chevrolet  | 120       | 300 (482.803)   | 2:04:50     | 144.192                |
| 1992  | 15 de Fevereiro     | Dale Earnhardt      | Dale Earnhardt, Inc.      | Chevrolet  | 120       | 300 (482.803)   | 2:15:55     | 132.434                |
| 1993  | 13 de Fevereiro     | Dale Earnhardt      | Dale Earnhardt, Inc.      | Chevrolet  | 120       | 300 (482.803)   | 2:02:55     | 146.440                |
| 1994  | 19 de Fevereiro     | Dale Earnhardt      | Dale Earnhardt, Inc.      | Chevrolet  | 120       | 300 (482.803)   | 2:04:53     | 144.135                |
| 1995  | 18 de Fevereiro     | Chad Little         | ppc Racing                | Ford       | 120       | 300 (482.803)   | 1:59:25     | 150.732                |
| 1996  | 17 de Fevereiro     | Steve Grissom       | Diamond Ridge Motorsports | Chevrolet  | 120       | 300 (482.803)   | 2:07:52     | 140.722                |
| 1997  | 15 de Fevereiro     | Randy LaJoie        | BACE Motorsports          | Chevrolet  | 120       | 300 (482.803)   | 2:00:15     | 149.688                |
| 1998  | 14 de Fevereiro     | Joe Nemechek        | NEMCO Motorsports         | Chevrolet  | 120       | 300 (482.803)   | 2:11:11     | 137.213                |
| 1999  | 13 de Fevereiro     | Randy LaJoie        | Phoenix Racing            | Chevrolet  | 120       | 300 (482.803)   | 2:10:04     | 138.391                |
| 2000  | 19 de Fevereiro     | Matt Kenseth        | Reiser Enterprises        | Chevrolet  | 120       | 300 (482.803)   | 2:07:54     | 140.735                |
| 2001  | 17 de Fevereiro     | Randy LaJoie        | Evans Motorsports         | Pontiac    | 120       | 300 (482.803)   | 2:13:11     | 135.152                |
| 2002  | 16 de Fevereiro     | Dale Earnhardt, Jr. | Richard Childress Racing  | Chevrolet  | 120       | 300 (482.803)   | 2:01:54     | 147.662                |
| 2003  | 15 de Fevereiro     | Dale Earnhardt, Jr. | Dale Earnhardt, Inc.      | Chevrolet  | 120       | 300 (482.803)   | 2:05:12     | 143.770                |
| 2004  | 16 de Fevereiro*    | Dale Earnhardt, Jr. | Dale Earnhardt, Inc.      | Chevrolet  | 120       | 300 (482.803)   | 2:21:32     | 127.179                |
| 2005  | 19 de Fevereiro     | Tony Stewart        | Kevin Harvick Inc.        | Chevrolet  | 120       | 300 (482.803)   | 1:59:59     | 150.021                |
| 2006  | 18 de Fevereiro     | Tony Stewart        | Kevin Harvick Inc.        | Chevrolet  | 120       | 300 (482.803)   | 2:23:49     | 125.159                |
| 2007  | 17 de Fevereiro     | Kevin Harvick       | Richard Childress Racing  | Chevrolet  | 120       | 300 (482.803)   | 1:55:13     | 156.227                |
| 2008  | 16 de Fevereiro     | Tony Stewart        | Joe Gibbs Racing          | Toyota     | 120       | 300 (482.803)   | 1:56:46     | 154.154                |
| 2009  | 14 de Fevereiro     | Tony Stewart        | Hendrick Motorsports      | Chevrolet  | 120       | 300 (482.803)   | 2:09:59     | 138.479                |
| 2010  | 13 de Fevereiro     | Tony Stewart        | Kevin Harvick Inc.        | Chevrolet  | 120       | 300 (482.803)   | 2:25:32     | 123.683                |
| 2011  | 19 de Fevereiro     | Tony Stewart        | Kevin Harvick Inc.        | Chevrolet  | 120       | 300 (482.803)   | 2:08:52     | 139.679                |
| 2012  | 25 de Fevereiro     | James Buescher      | Turner Motorsports        | Chevrolet  | 120       | 300 (482.803)   | 2:18:51     | 129.636                |
| 2013  | 23 de Fevereiro     | Tony Stewart        | Richard Childress Racing  | Chevrolet  | 120       | 300 (482.803)   | 2:08:37     | 139.951                |
| 2014  | 22 de Fevereiro     | Regan Smith         | JR Motorsports            | Chevrolet  | 121*      | 302.5 (486.826) | 2:02:28     | 148.204                |
| 2015  | 21 de Fevereiro     | Ryan Reed           | Roush Fenway Racing       | Ford       | 120       | 300 (482.803)   | 2:00:59     | 148.781                |
| 2016  | 20 de Fevereiro     | Chase Elliott       | JR Motorsports            | Chevrolet  | 120       | 300 (482.803)   | 1:59:04     | 151.176                |
| 2017  | 25 de Fevereiro     | Ryan Reed           | Roush Fenway Racing       | Ford       | 124*      | 310 (498.897)   | 2:38:47     | 117.141                |
| 2018* | 17 de Fevereiro     | Tyler Reddick       | JR Motorsports            | Chevrolet  | 143*      | 357.5 (575.34)  | 3:00:06     | 119.1                  |

Notas
- 1964: Corrida reduzida devido a atraso de 3 horas para começar, devido à chuva.
- 1969: Três Bandeiras Vermelhas, interrompendo a prova, devido à chuva.
- 1974: Corrida reduzida para 108 voltas (270 milhas) devido a uma crise de energia.
- 1979: Corrida reduzida, devido à chuva.
- 1981: A corrida começou no Sábado, 14 de Fevereiro, e após 11 voltas, foi interrompida devido à chuva, sendo completada na Segunda, 16 de Fevereiro.
- 2004: Corrida adiada para Segunda, devido à chuva.
- 2014, 2017 e 2018: Corrida estendida, devido à Green-white-checker finish.
- 2018: Além de ter sido a segunda prova mais longa da história da Xfinity Series (com 357.5 milhas de duração), também foi a chegada mais apertada da história da NASCAR, com uma margem de vitória de 0.0004 segundos separando o primeiro do segundo colocado.

| Sequência das Provas | Sequência das Provas | Sequência das Provas | Sequência das Provas | Sequência das Provas |
| Ford EcoBoost 300    | <<                   | PowerShares QQQ 300  | >>                   | Rinnai 250           |
| -------------------- | -------------------- | -------------------- | -------------------- | -------------------- |